# Ook getest op mensen
Ook getest op mensen was een Vlaams televisieprogramma waarvan tussen 2009 en 2015 zeven seizoenen uitgezonden geweest zijn op de publieke zender Eén. Het programma werd uitgezonden op woensdagavond en gepresenteerd door Marcel Vanthilt. Gezondheid van de mens is het centrale thema.

## Concept
Verschillende producten en omgevingsfactoren die een invloed op het lichaam hebben, werden onder de loep genomen en er werden allerlei experimenten op mensen uitgevoerd. Voorbeelden van vragen die aan bod kwamen:
- Verkort slecht slapen ons leven?
- Dreigen koks onvruchtbaar te worden?
- Klopt het dat een gezond levende mens 25 kilo verborgen vetten en 50 kilo suiker per jaar eet?
- Worden we met zijn allen langzaamaan doof?
- Worden vrouwen sneller dronken dan mannen?
- Kunnen kinderen spruitjes leren eten?

Tijdens de eerste vijf seizoenen kwamen iedere week drie onderwerpen uitgebreid aan bod via reportages en studiogesprekken. Daarnaast worden een aantal medische vragen besproken met dokter Tom Jacobs en is het studiopubliek zelf geregeld het onderwerp van tests.
Vanaf het zesde seizoen, dat startte in het najaar van 2013, was er wekelijks één centraal thema. Er trad wekelijks een bekende ervaringsdeskundige als gast aan. Het programma richtte zich voortaan niet meer alleen op medische zaken, maar besprak ook welzijn. Dokter Jacobs zat voortaan in een panel met een expert. Wekelijks legde Filip Van den Abeele als "vriend van de wetenschap" een wetenschappelijk concept op een begrijpelijke manier uit.
Het seizoen erna, dat liep van eind 2014 tot begin 2015, werd grotendeels teruggegrepen naar het concept van de eerste vier seizoen. Tom Jacobs had zo opnieuw zijn "praktijk" waarin hij vragen van kijkers beantwoordde en de rubriek van Van den Abeele verdween.

## Presentatie
Marcel Vanthilt was de vaste presentator van "Ook getest op mensen". De negende aflevering van het derde seizoen (9 februari 2011) werd gepresenteerd door Kobe Ilsen, omdat Vanthilt last had van evenwichtsstoornissen. Ook de drie eerste afleveringen in het najaar van 2012 werden door Ilsen gepresenteerd, omdat Vanthilt dan nog Villa Vanthilt presenteerde.

## Afleveringen
- Seizoen 1: 25 maart 2009 - 27 mei 2009 (10 afl.)
- Seizoen 2: 13 januari 2010 - 17 maart 2010 (13 afl.)
- Seizoen 3: 15 december 2010 - 9 maart 2011 (12 afl.)
- Seizoen 4: 30 november 2011 - 29 februari 2012 (13 afl.)
- Seizoen 5: 5 september 2012 - 31 oktober 2012 (9 afl.)
- Seizoen 6: 13 november 2013 - 22 januari 2014 (8 afl.)
- Seizoen 7: 19 november 2014 - 4 februari 2015 (10 afl.)

## Prijzen
- In 2011 kreeg het programma de Zesde Vijs, een prijs uitgereikt door de sceptische beweging SKEPP. De prijs wordt toegekend aan media-initiatieven die 'op een objectieve manier omgaan met het paranormale en pseudowetenschap'.[3][4]
- Eveneens in 2011 werd het programma gelauwerd op het 6de Eurovision Creative Forum van de EBU. De zeven meest eigentijdse en innovatieve programmaformules binnen de EBU vallen op dit forum in de prijzen.[5]